# Alberto Escoto
Alberto Escoto Valdes (L'Avana, 27 agosto 1925 – ...) è stato un cestista cubano.

## Carriera
Ha disputato i Giochi della XV Olimpiade, disputando sei partite e segnando 9 punti.